# Hygrophila surinamensis
Hygrophila surinamensis är en akantusväxtart som beskrevs av Cornelis Eliza Bertus Bremekamp. Hygrophila surinamensis ingår i släktet Hygrophila och familjen akantusväxter. Inga underarter finns listade i Catalogue of Life.